# عمارة علاوة
عمارة علاوة هو مؤرخ وأستاذ وباحث جزائري ولد سنة 1975 في بني حميدان، يُعَدّ من المتخصصين في تاريخ المغرب والإسلام في العصور الوسطى. حصل على شهادة الدكتوراه في التاريخ من جامعة باريس 1 بانتيون سوربون. يشغل منصب أستاذ في جامعة الأمير عبد القادر بمدينة قسنطينة، ويتعاون مع العديد من المؤسسات البحثية، منها المركز الوطني للبحث في عصور ما قبل التاريخ وعلم الإنسان والتاريخ (CNRPAH)، والمركز الوطني للبحث في الآثار (CNRA) في الجزائر، بالإضافة إلى المركز الوطني للبحث العلمي (CNRS) في فرنسا.
نشر علاوة أكثر من مائة مقالة، وألّف كتبًا عديدة تناولت موضوعات شتى، منها تاريخ الإسلام في العصور الوسطى، التاريخ الجزائري وتاريخ الثورة الجزائرية، فضلاً عن أعمال أخرى تتعلق بالترجمة والبحث العلمي.

## حياته و أعماله
وُلد عمارة علاوة عام 1975 في بني حميدان بـالجزائر. أكمل دراسته الثانوية في مدينته، ثم التحق بجامعة قسنطينة عام 1991 لدراسة التاريخ. تفوق في دراسته، وحصل على المرتبة الأولى في دفعته، مما أهّله لنيل منحة دراسية لمواصلة تعليمه العالي في فرنسا.
حصل عام 1997 على شهادة الدراسات المعمقة (DEA) من جامعة بواتييه، تحت إشراف المؤرخ جان بيير أريغنون، المتخصص في تاريخ العالم السلافي في العصور الوسطى. واصل بعدها دراساته العليا في جامعة باريس 1 بانثيون-سوربون، حيث أشرف على أطروحته الأستاذة فرانسواز ميشو، المتخصصة في تاريخ الإسلام في العصور الوسطى. ناقش أطروحته عام 2002، التي تناولت موضوع «السلطة والاقتصاد والمجتمع في المغرب الحَمّادي».
أصدر عام 2020، بالتعاون مع رياض شروانة، كتابًا عن المفكر مالك بن نبي. استند الكتاب إلى أكثر من 200 وثيقة أرشيفية، تضمنت رسائل ومقالات وتقارير عسكرية فرنسية، مما أتاح تسليط الضوء على نشاطات بن نبي في الجزائر وفرنسا وألمانيا. نشر الكتاب بداية عن دار الهدى في الجزائر، وحقق نجاحًا كبيرًا أدى إلى إصدار طبعة ثانية عن دار الفكر في بيروت.
تابع عام 2023 إصداراته، حيث شارك مع رياض شروانة في تأليف كتاب عن المناضل عبد السلام بن باديس، الذي استشهد عام 1960 على خط شال الكهربائي أثناء نضاله مع جبهة التحرير الوطني. استند الكتاب إلى وثائق أرشيفية غير منشورة، واحتفى بالدور التاريخي لعبد السلام بن باديس بمناسبة الذكرى المئوية لميلاده.
يعمل حاليًا علواء عمارة أستاذًا للتاريخ في جامعة الأمير عبد القادر بقسنطينة. وعلى الرغم من العروض التي تلقاها للعمل في فرنسا ودول الخليج، اختار البقاء في الجزائر لظروف عائلية وشخصية.